# Полтавка (Костанайская область)
Полтавка (каз. Полтава) — село в Фёдоровском районе Костанайской области Казахстана. Входит в состав Пешковского сельского округа. Код КАТО — 396859700.

## Население
В 1999 году население села составляло 176 человек (85 мужчин и 91 женщина). По данным переписи 2009 года, в селе проживали 162 человека (78 мужчин и 84 женщины). По данным переписи 2021 года, в селе проживало 76 человек (42 мужчины и 34 женщины).